# Pere Oller

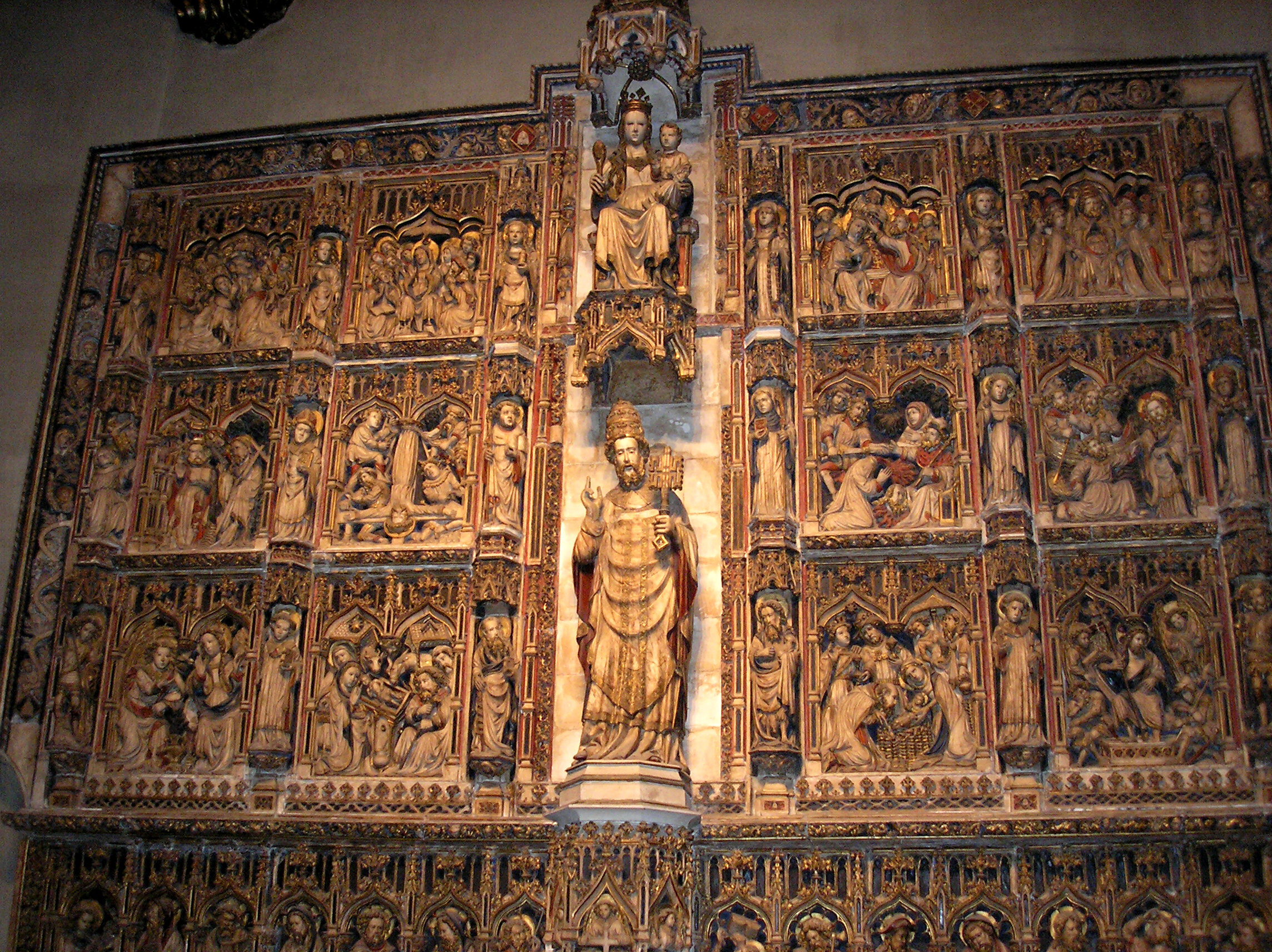
Das Altarbild aus Alabaster von Pere Oller aus der Kathedrale von Vic

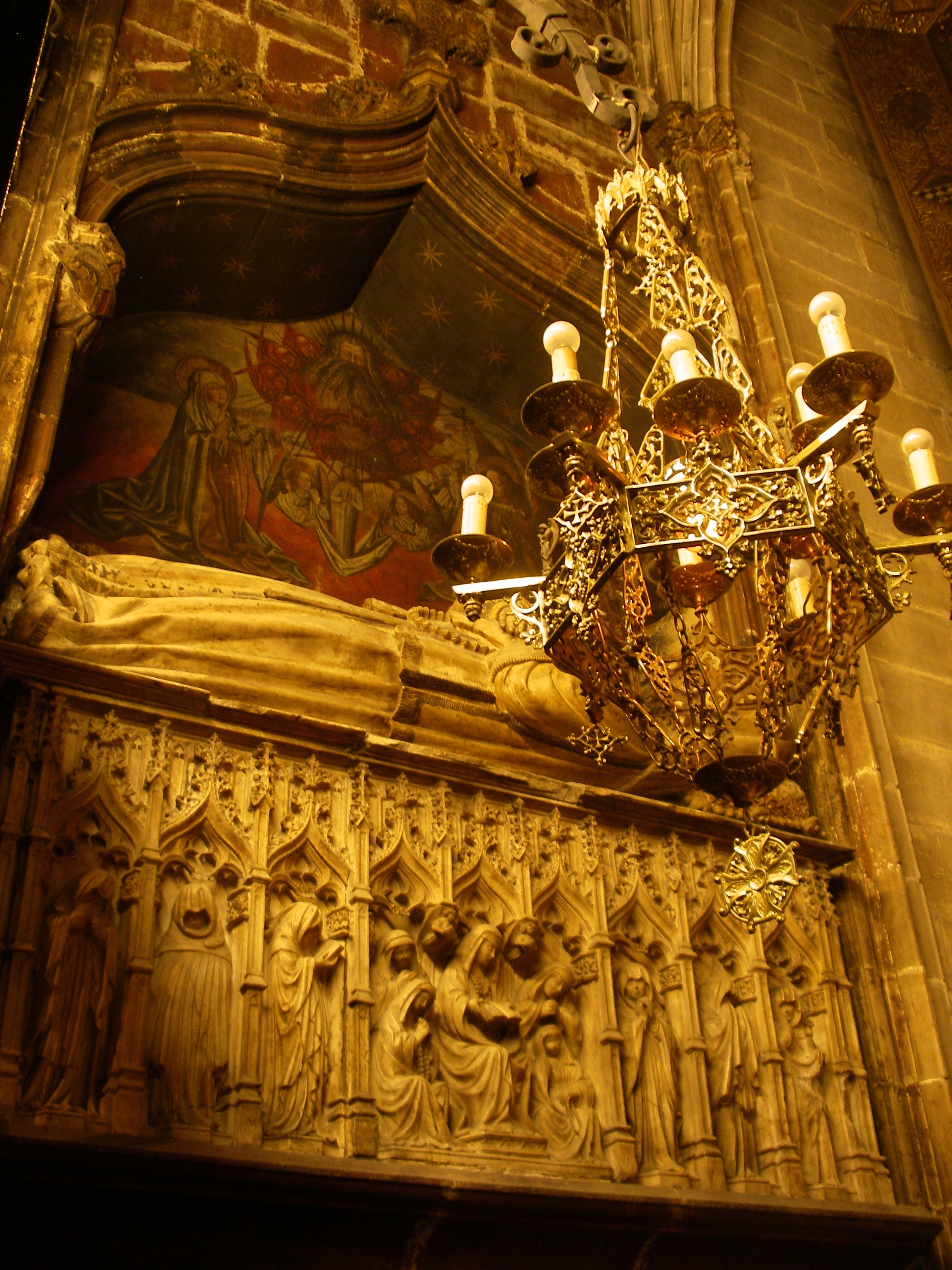
Das Grabmal von Sança Ximenis de Cabrera in der Kathedrale von Barcelona mit Figuren von Pere Oller

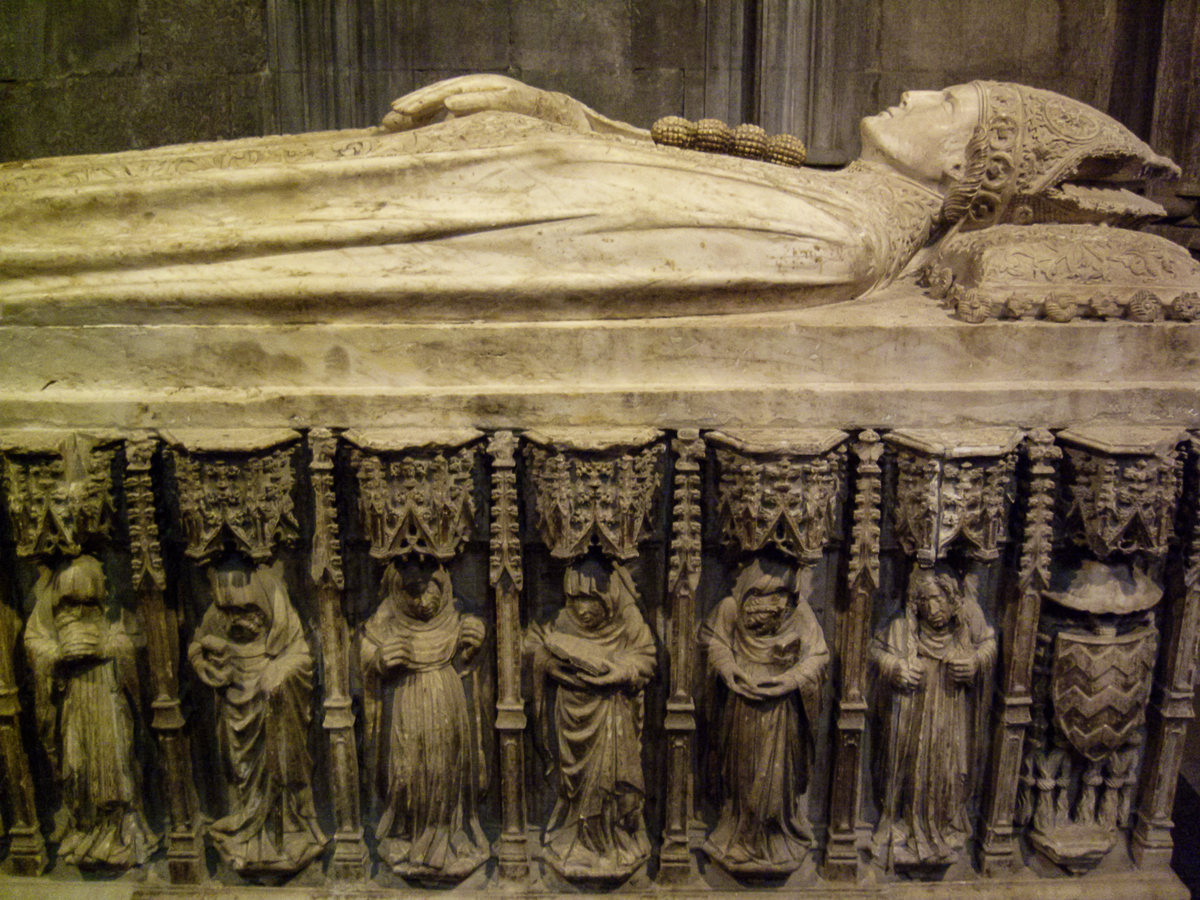
Der Alabastersarg von Kardinal Berenguer de Anglesola von Pere Oller in der Kathedrale von Girona

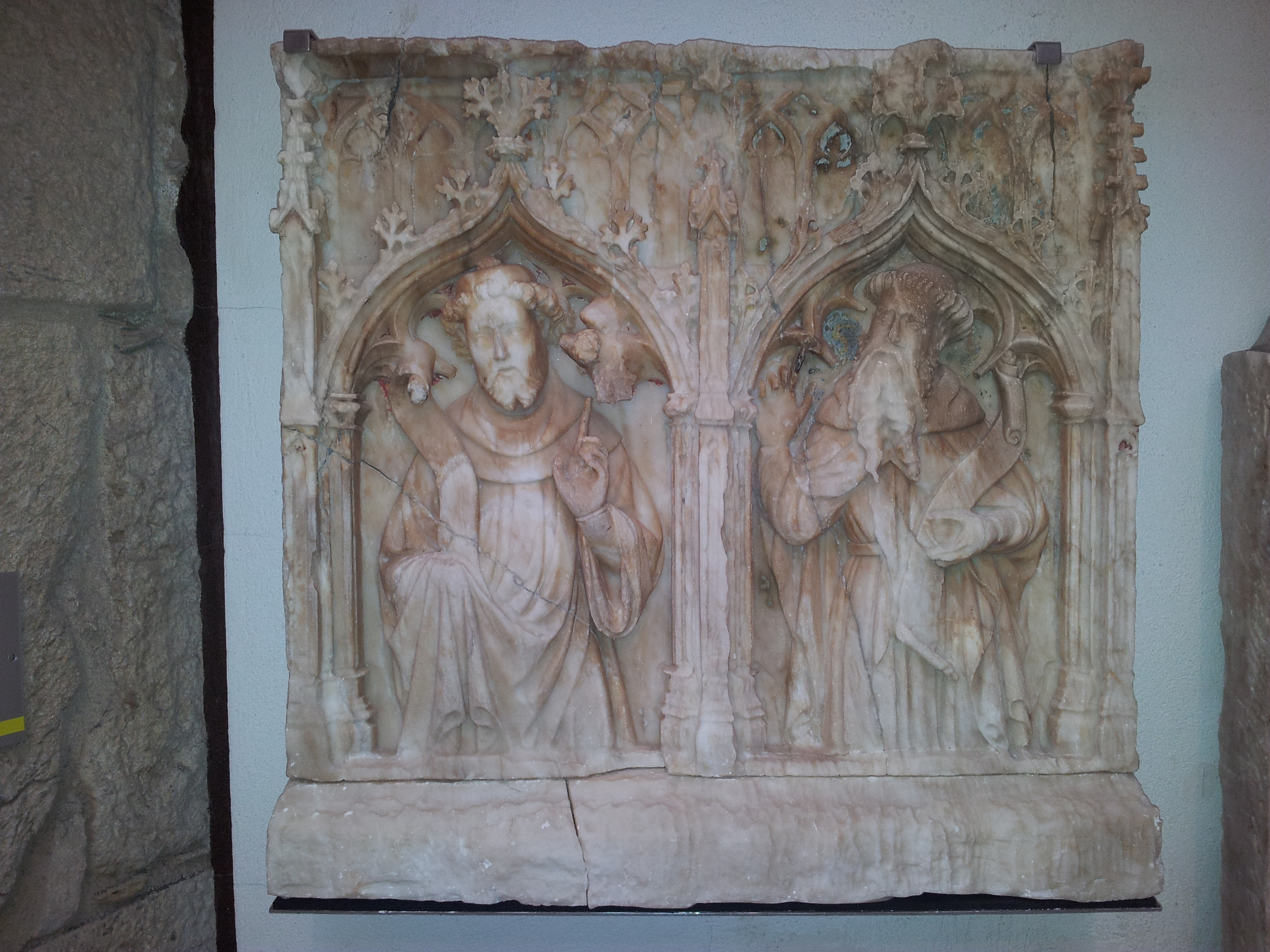
Alabasterrelief von Pere Oller aus dem Kunstmuseum von Girona

Pere Oller (* um 1386; † nach 1445; wirksam zwischen 1395 und 1445) gilt als einer der besten Bildhauer der katalanischen Gotik. Er arbeitete an der künstlerischen Gestaltung der Kathedralen von Barcelona, Girona und von Vic mit.

## Leben und Werk
Ersterwähnt wird Pere Oller am 30. April 1395 als Pericó Oller, „der Schüler des Meisters Pere Sanglada ist und das Handwerk des Bildhauers erlernt.“ Pere Sanglada war derjenige Bildhauer, der das Chorgestühl der Kathedrale von Barcelona erstellte und gestaltete. Für den Erstkontakt mit der Sanglada-Werkstatt in Barcelona, wird für Pere Oller ein Alter von neun Jahren angenommen. Es wird in den Dokumenten mit Verwunderung hervorgehoben, dass Pere Oller in diesem jungen Alter bereits gut bezahlt wurde. Mit zwölf Jahren erhielt er bereits das Gehalt eines normal gut qualifizierten Fachhandwerkers.
Von Pere Oller sind von seinen Lehrlingsarbeiten ab im Laufe der nächsten Jahre folgende Arbeiten dokumentiert:
1. 1395–1399: Teilnahme als Lehrling von Pere Sanglada an den Arbeiten für das Chorgestühl der Kathedrale von Barcelona.
2. 1407: Wappen von Kardinal Berenguer d’Anglesola an der Stadtmauer von Báscara.
3. 1409–1410: Das Grabmal von Kardinal Berenguer de Anglesola in der Kathedrale von Gerona.
4. 1417: das Grabmal von Ferdinand I. von Aragon aus dem Kloster Poblet, in Auftrag gegeben von seinem Sohn Alfons dem Großmütigen. (derzeit im Louvre in Paris ausgestellt).
5. 1420: Hauptaltarbild der Kathedrale von Vic.
6. 1426–1428: Das Grabmal von Bernat Despujol in der Kathedrale von Vic.
7. 1444–1445: Das Grabmal von Sança Ximenis de Cabrera in der Kathedrale von Barcelona.
8. 1434–1445: (1) Betende Priester (derzeit im Nationalen Kunstmuseum von Katalonien). Diese beiden betenden Priester gehörten zu einer Skulpturengruppe, in deren Mitte ein Bild des Heiligen Severus stand (Privatsammlung).[4]
9. Alabasterrelief (2010 von der Regierung von Katalonien erworben und im Kunstmuseum von Girona ausgestellt).[5]

Die Arbeiten von Pere Oller zeichnen sich insgesamt durch absolute Beherrschung der Technik, einen besonderen Geschmack für das Prächtige und durch hoch sorgfältige Bearbeitung aus.